# NSO集团
NSO集团（NSO代表公司创始人的名字Niv、Shalev和Omri）是一家从事网络情报工作的以色列公司，成立于2010年，截至2017年，其大约有500名员工。主要以其所有的间谍软件“飞马”而闻名，该软件能够对智能手机进行远程零点击监控。
有多家媒体报道并经電子前哨基金會和公民實驗室的聲稱並證實，NSO集团的间谍软件已被用于针对多个国家的人权活动人士和记者。比如被用于对巴基斯坦进行国家间谍活动、以色列警方用于对以色列公民进行未经授权的国内监控，并在沙特政府特工谋杀沙特异见人士贾迈勒·卡舒吉的事件中发挥了作用。
NSO声称，它为授权的政府提供技术，帮助他们打击恐怖主义和犯罪。该公司表示其只与政府客户打交道。“飞马”间谍软件被以色列归类为武器，任何技术出口都必须获得政府批准。
2019年，即时通讯公司WhatsApp及其母公司Meta Platforms（当时称Facebook）根据美国计算机欺诈和滥用法案起诉了NSO。 2021年，苹果公司在美国对NSO提起诉讼，美国将NSO集团列入其实体清单，原因是其行为损害了美国国家安全和外交政策利益，此举有效地禁止了美国公司向NSO供货。2022年6月，美國軍事承包商L3Harris高層據報在美國情報官員默許下，赴以色列準備收購NSO集團，然而此公司才被美國政府列為黑名單。

## 公司概况

### 概述
NSO集团是Q Cyber Technologies集团公司的子公司。 Q Cyber Technologies是NSO集团在以色列使用的名称，但在卢森堡，该公司使用OSY Technologies的名称，而在北美，其子公司之前被称为Westbridge。它在世界各地通过其他各种公司运营。

#### 创建
NSO集团由Niv Karmi、Omri Lavie和Shalev Hulio于2010年创立。Hulio和Lavie是校友，在21世纪00年代中期进入了科技创业领域。他们创办了一家名为CommuniTake的公司，该公司提供一种工具，可以让手机技术支持人员访问客户的设备（但需要客户授权才能访问）。在一家欧洲情报机构对该产品表示兴趣后，他们意识到可以开发一种无需用户授权即可访问手机的工具，并将其销售给安全和情报机构。曾在军事情报部门和摩萨德服役的Karmi被邀请加入，利用他的人脉帮助推销该工具。NSO的飞马间谍软件的第一个版本于2011年完成。

#### 运营
NSO集团已在全球范围内雇佣了700多名员工。NSO的研发团队几乎全部由前以色列军事情报人员组成，其中大多数人曾在以色列军事情报局服役，其中许多人曾在8200部队服役。该公司最有价值的员工是军事情报部门高度选择性的高级网络武器培训项目的毕业生。NSO致力于在目标设备中发现过量的零日漏洞，以确保即使NSO利用的一些安全漏洞不可避免地被发现和修补，也能顺利持续访问，该公司位于Herzliya的总部实验室里摆放着成排的手机，正在接受新漏洞的测试。

#### 与以色列政府的关系
飞马间谍软件被以色列列为军用出口产品，其销售由政府控制。据《纽约时报》报道，“以色列政府长期以来一直将飞马视为其外交政策的重要工具。”并且它“[...]将NSO视为事实上的国家机构，向许多国家[...]发放了飞马的许可证，以色列政府希望与这些国家建立更强大的安全和外交关系。”以色列一直利用出售NSO产品作为外交筹码，以推进其外交政策利益，并限制其向或针对某些国家使用，以维持与某些国家的良好关系。以色列因批准向人权记录不佳的国家出售NSO技术而面临批评。美国情报官员还表示，以色列政府可能拥有飞马获取数据的后门访问权限。NSO否认自己是“以色列外交的工具”，并否认其间谍软件工具中存在后门。
以色列担心在斯诺登事件后激怒美国，要求NSO阻止飞马攻击美国电话号码。以色列一直利用飞马来推进其在该地区的利益，飞马在谈判亚伯拉罕协议中发挥了作用。《纽约时报》的一项调查强调了几个例子，在这些例子中，向特定政府出售飞马的时间恰逢该政府对以色列的支持增加。以色列在其外交努力中利用飞马销售来建立对抗伊朗的统一战线，从而批准向阿塞拜疆、摩洛哥、阿联酋和沙特阿拉伯出售间谍软件。
以色列政府阻止向爱沙尼亚和乌克兰出售飞马，因为它担心如果该间谍软件被用于对付俄罗斯，以色列与俄罗斯的关系将受到损害。以色列最初授权向爱沙尼亚出口飞马（爱沙尼亚为此支付了3000万美元的定金），但在一名俄罗斯高级官员与以色列安全机构接触并告知他们俄罗斯已经获悉爱沙尼亚试图获得飞马后，以色列国防部在以色列官员就此事进行激烈辩论后，决定不允许爱沙尼亚对任何俄罗斯电话号码使用飞马，并随后阻止了这笔交易。

### 公司历史
该公司的启动资金来自一群由Eddy Shalev领导的投资者，他是风险投资基金Genesis Partners的合伙人，该基金总共投资了180万美元，获得了30%的股份。
2013年，NSO的年收入约为4000万美元。
2014年，总部位于美国的私募股权公司Francisco Partners以1.3亿美元收购了该公司。
2014年，监控公司Circles（生产手机地理定位工具）被Francisco Partners以1.3亿美元收购，从而成为NSO的关联公司。
2015年，Francisco寻求以高达10亿美元的价格出售该公司。
2015年，年收入约为1.5亿美元。
2017年6月，Francisco Partners将该公司以超过10亿美元的价格挂牌出售（大约是Francisco在2014年收购该公司时支付的价格的10倍）。在挂牌出售时，NSO拥有近500名员工（2014年约为50名）。
2019年2月14日，Francisco Partners将NSO的多数股权（60%）出售给了联合创始人Shalev Hulio和Omri Lavie，他们在收购中得到了欧洲私募股权基金Novalpina Capital的支持，该基金专门投资有争议的公司。 Hulio和Lavie投资了1亿美元，Novalpina收购了剩余的多数股权，从而使该公司的估值达到约10亿美元。收购后的第二天，Novalpina试图在一封信中解决Citizen Lab提出的担忧， stating their belief that NSO operates with sufficient integrity and caution.
2021年7月，在Novalpina Capital的联合创始人之间发生无法解决的个人纠纷后，Novalpina Capital的投资者剥夺了Novalpina Capital对其资产（包括NSO）的控制权。随后，总部位于加州的咨询公司Berkeley Research Group (BRG)获得了对这些资产（包括NSO）的控制权。
到BRG接管时，NSO集团的财务状况已经岌岌可危，几个月来都没有新的销售额，而且有可能无法支付其债务和2021年11月的工资。NSO首席执行官Shalev Hulio向BRG建议，公司应该通过开始向以前认为不可接受的高风险客户销售产品来改善其财务状况，并开玩笑地回应反对意见，称不偿还债务也有风险。BRG断然反对这一建议，尽管他们承认，向高风险客户销售产品是维持NSO业务运营的唯一现实途径。 Hulio建议增加对以色列西方盟国（包括美国执法部门，这是最赚钱的潜在市场）的销售，但美国在2021年11月将NSO列入黑名单，随后结束了该公司打入美国市场的希望（Hulio随后制定了一项拆分公司的计划，以规避美国的制裁）。据金融时报报道，由于大量以色列公司提供类似的技术（包括一些由前NSO员工创办的公司），NSO似乎也被之前溺爱它的以色列政府抛弃了。在一份法庭文件中，BRG将NSO描述为对其私募股权投资者“毫无价值”； 2021年12月，一群NSO债权人在致NSO多数股东的信中将NSO描述为资不抵债。
两名被赶下台的联合创始人试图通过在卢森堡提起诉讼来重新获得对Novalpina Capital资产的控制权，英国一家法院允许该案于2022年4月开庭审理。在2022年4月的一封信中，BRG告诉欧盟一个调查NSO产品滥用情况的委员会，NSO的管理层在提供有关其业务运营的信息方面一直不够坦诚，包括该公司被美国列入黑名单的问题。
在美国商务部于2021年11月将NSO列入黑名单，导致美国对该公司实施出口禁令后的几个月里，在以色列政府发起一场运动，试图找到一种方法来防止步履蹒跚的NSO破产之际，美国商务部向NSO发送了一份问题清单，询问其间谍软件产品是如何运作的。2022年，在间谍软件技术领域拥有丰富经验的美国军事承包商L3Harris Technologies正在就收购NSO的可能性进行谈判。 L3Harris试图通过收购该公司员工来获得NSO的技术和代码。 L3Harris的高管前往以色列进行谈判，但没有向公众披露。据报道，L3Harris告诉NSO的谈判代表，只要能将飞马的源代码和NSO发现的零日漏洞缓存交给五眼联盟的其他情报机构，他们就得到了美国政府和美国情报部门的祝福和支持。据报道，以色列当局愿意满足后者，但不愿遵守前者，并坚持认为以色列最终保留对NSO产品签发出口许可证的控制权。以色列当局还反对L3Harris的员工加入NSO在以色列总部的开发团队。2022年6月，媒体披露了谈判内容，导致有关各方争先恐后，白宫官员公开严厉谴责谈判，而严重依赖政府合同的L3Harris据报道通知美国政府，他们已经放弃了收购计划。据报道，在之前的谈判被媒体披露后的几周内，双方曾试图重启谈判。如果被一家美国公司收购，NSO可能会被美国从黑名单中删除，此前美国禁止NSO接收来自美国公司的出口，这阻碍了NSO的运营。 《卫报》咨询的专家表示，由于NSO集团被列入黑名单，在美国政府允许收购之前，可能必须创建一个新的公司实体。一位白宫高级官员在接受这篇将秘密收购谈判公之于众的文章的匿名采访时表示，白宫没有以任何方式参与这笔交易，并进一步表示，美国政府“反对外国公司绕过美国出口管制措施或制裁的努力[...]”。
2022年8月，Hulio辞去了首席执行官一职，由公司首席运营官Yaron Shohat暂时接任，直到任命全职继任者。 Hulio辞去首席执行官一职之际，该公司正在进行重组，试图专注于在北约成员国中寻找客户。重组还包括裁员，NSO的750名员工中有100人被解雇。
2023年3月，据报道，在NSO与一家名为Treo的美国金融公司之间发生多起法律纠纷后，Omrie Lavie获得了该公司的控制权，Treo此前控制着持有这家以色列公司多数股权的股权基金。

### 海外办事处和出口管制
2020年底，Vice Media发表了一篇文章，报道称NSO集团已经关闭了其2014年收购的Circles公司在塞浦路斯的办事处。这篇文章采访了两名前雇员，称这两家公司的整合“糟糕透顶”，并表示NSO将依赖Circles在保加利亚的办事处。据Vice报道，就在一年多前，一个名为Access Now的维权组织致函塞浦路斯和保加利亚当局，要求他们进一步审查NSO的出口情况。 Access now表示，他们收到了保加利亚和塞浦路斯当局的否认，这两个国家都表示，他们没有向NSO集团提供出口许可证。尽管如此，《卫报》在2021年飞马丑闻期间发表的一篇文章援引NSO集团的话说，它一直“受到以色列、塞浦路斯和保加利亚的出口管制制度的监管”。 NSO自己的“2021年透明度和责任报告”在丑闻发生前一个月发布，该报告也做了同样的声明，并补充说，这是NSO出口其产品的三个国家。特别是，Citizen Lab援引Indigo Publications旗下的《IntelligenceOnline》的报道称，Circles的保加利亚办事处于2015年作为一家“虚假电话公司”成立。保加利亚调查出版物Bivol在2020年12月转载了这份报告，并在报告中附上了公共登记文件，这些文件表明，该公司的保加利亚办事处已经发展到拥有150名员工，并在2017年从两家离岸公司和一家在开曼群岛注册的瑞士银行获得了价值约2.75亿美元的两笔贷款。

## 历史
NSO集团由尼夫·卡米、奥姆里·拉维和沙莱夫·胡里奥于2010年创立。2012年，墨西哥联邦政府宣布与NSO签署了一份价值2000万美元的合同。后来，《纽约时报》的一项调查显示，NSO的产品被用于针对该国的记者和人权活动人士。
NSO向美国缉毒局（DEA）推销其间谍软件，但由于价格昂贵，DEA拒绝购买。
2015年，该公司向巴拿马政府出售了监控技术。在意大利公司Hacking Team机密信息泄露事件中，该合同被曝光，随后成为巴拿马反腐败调查的对象。
2016年8月，NSO（通过其美国子公司Westbridge）向圣地亚哥警察局（SDPD）推销其美国版的Pegasus。在营销材料中，Westbridge强调该公司是美国公司，并且大部分股权由一家美国母公司拥有。一名圣地亚哥警察局警官回应此次推销说“听起来很棒”。圣地亚哥警察局拒绝购买该间谍软件，因为它太贵了。
据报道，2016年前后，NSO向加纳出售了Pegasus软件。
2018年6月，以色列一家法院起诉NSO的一名前雇员，罪名是他涉嫌窃取Pegasus副本并试图以5000万美元的加密货币价格在线出售。
2018年8月，人权组织国际特赦组织指控NSO帮助沙特阿拉伯监视该组织的一名工作人员。
2019年4月，NSO冻结了与沙特阿拉伯的交易，原因是一起丑闻指控NSO软件在被谋杀的记者贾马尔·卡舒吉死前的几个月里参与了对他的追踪。
2019年5月，消息服务WhatsApp声称，一个针对其通话功能的间谍软件注入漏洞利用是由NSO开发的。 WhatsApp表示，该漏洞利用针对20个国家的1400名用户，其中包括“至少100名人权捍卫者、记者和其他民间社会成员”。 NSO否认参与选择或瞄准受害者，但没有明确否认制造了该漏洞利用。为了应对这alleged网络攻击，WhatsApp起诉了NSO。
2019年6月，NSO开始在新泽西州为美国联邦调查局建立一个测试设施，该局已采购了NSO的服务，并开始测试为美国政府机构开发的、用于美国手机的Pegasus版本。经过联邦调查局和司法部两年的审议，联邦调查局在2021年夏季决定不在国内使用这些工具，新泽西州的设施截至2022年初一直处于闲置状态。美国缉毒局、特勤局和美国非洲司令部也曾与NSO进行过讨论，但讨论没有超出这个阶段。
2020年4月，Motherboard报道了一起几年前发生的事件，当时一名NSO员工在前往阿联酋出差期间，利用客户的Pegasus工具监视一名恋爱对象（一位女性私人朋友）。这名员工在下班时间闯入客户办公室使用该工具，引发了客户的警报和调查。 Motherboard的消息人士称，该雇员被当局拘留，并被NSO解雇。消息人士还告诉Motherboard，NSO领导层召开了一次会议，以防止类似事件再次发生，并随后对与客户互动的员工采取了更严格的审查。
2020年7月，Motherboard报道称，NSO的美国分公司在2018年期间向美国特勤局推销其Pegasus品牌。
2021年11月，美国将NSO集团列入其实体名单，因为它“违反了美国的外交政策和国家安全利益”，此举实际上禁止向该公司出售硬件和软件。该名单剥夺了NSO所依赖的美国技术，使其运营陷入瘫痪。以色列官员随后试图推翻该黑名单，但未能成功，据报道，NSO多次试图与美国工业和安全局会面以试图获得出口许可，但均以失败告终。
2021年12月，86个人权组织联署了一封公开信，呼吁欧盟对NSO集团实施全球制裁，并寻求“禁止出售、转让、出口和进口这家以色列公司的监控技术”，因为NSO的技术对全球人权构成风险。
2022年1月，《Calcalist》发表了一篇调查文章，详细介绍了以色列警方广泛非法使用Pegasus的情况。尽管以色列警方正式否认了这一点，但一些高级警官暗示这些说法是真实的。2月1日，警方承认，事实上，该软件确实存在滥用行为。2月7日，《Calcalist》的第二篇报道披露，这种未经授权的监控非常普遍，包括针对政治家和政府官员、企业负责人、记者、活动家，甚至当时的总理本雅明·内塔尼亚胡的儿子阿夫纳·内塔尼亚胡。在公众的强烈抗议和要求成立国家调查委员会的呼声中，包括现任警察局长本人的呼吁，公共安全部长（负责警方的部长）奥马尔·巴列夫宣布他将成立一个调查委员会，由一名退休法官担任主席，其权力基本上与国家委员会没有区别。
2023年9月，公民实验室高度确信地将iOS 16.6的一个漏洞利用归因于在Apple设备上安装Pegasus间谍软件，而无需用户交互。苹果公司表示，锁定模式下的设备能够阻止该漏洞，并发布了一个更新来修复该漏洞。

## 产品与服务

### 飞马
NSO集团向政府客户提供智能手机间谍软件工具“飞马”，其唯一目的是打击犯罪和恐怖主义。第一个版本的“飞马”于2011年完成。 “飞马”间谍软件被以色列归类为武器，任何技术出口都必须得到政府的批准。 以色列国防部将“飞马”的出口许可给外国政府，但不允许出口给私人实体。
“飞马”与iPhone和Android设备兼容。它可以远程部署。部署后，它允许客户端访问目标手机的数据和传感器，包括：位置数据、短信、电子邮件、社交媒体消息、文件、摄像头和麦克风。该工具面向客户端的一侧是用户友好的，客户端开始部署“飞马”所需的一切（视情况而定）就是将目标的电话号码输入该工具。

### 幻影
“幻影”是由NSO集团的美国分支机构Westbridge推销的电话黑客产品。据一位NSO前员工称，“幻影”是“飞马”在美国的品牌名称，但除此之外，这两种工具完全相同。以色列要求NSO集团对“飞马”进行编程，使其无法针对美国电话号码。然后，NSO推出了面向美国市场的“幻影”，用于针对美国目标，并获得了以色列的许可，将其开发为专门供美国政府机构使用的专用工具。

### Circles
2014年，监控公司Circles被Francisco Partners收购，成为NSO集团的企业附属公司。Circles的产品是一款手机地理定位工具。该公司有两个系统。一个是通过连接到购买国的当地电信公司的基础设施来运作的。另一个独立的系统被称为“Circles云”，能够与全球的电信公司互连。
2020年12月，《公民实验室》报道称，阿拉伯联合酋长国 国家安全最高委员会 (SCNS)将接收这两个系统。在以色列对NSO集团提起的诉讼中，电子邮件显示Circles与阿拉伯联合酋长国的几个客户之间存在联系。文件还显示，Circles将目标的位置和电话记录发送给了阿联酋国家安全委员会。除了以色列和阿联酋之外，该报告还将澳大利亚、比利时、博茨瓦纳、智利、丹麦、厄瓜多尔、萨尔瓦多、爱沙尼亚、赤道几内亚、危地马拉、洪都拉斯、印度尼西亚、肯尼亚、马来西亚、墨西哥、摩洛哥、尼日利亚、秘鲁、塞尔维亚、越南、赞比亚和津巴布韦的政府列为Circles监控技术的潜在客户。
2021年9月，《法医新闻》公布了航运记录，显示Circles在2020年向乌兹别克斯坦国家安全局 (SGB)提供了设备。

## 批评与争议

### 利用卧底私家侦探追查批评者
2018年10月，美联社报道称，两名公民实验室研究人员遭到冒用身份的卧底人员追查。这些卧底特工一直在打探他们涉及NSO集团的工作，并且似乎还试图诱使这些研究人员发表反犹太或其他具有破坏性的言论。在产生怀疑后，其中一名研究人员联系了美联社记者。他们共同策划了一次突击行动，安排在一家酒店与一名疑似卧底特工共进午餐，美联社记者则秘密地在附近等候；当记者们走近这名特工并对他进行questioning时，这名特工逃之夭夭，在试图逃跑的过程中撞到了椅子，并在房间里绕圈子。房间里似乎还有另外两名卧底特工。在会面期间，与研究人员会面的这名特工似乎用隐藏的摄像头拍摄了研究人员，而站在附近的一名特工似乎也在recording会议内容。这名特工后来被确认为一名前以色列安全官员。针对美联社的报道，NSO否认有任何参与。后来还有消息披露，这名被确认身份的卧底特工此前曾参与过与以色列私营情报机构Black Cube有关的案件；NSO集团随后否认与Black Cube签约，Black Cube也否认参与其中。
2019年2月，美联社报道称，至少还有四人——三名律师和一名记者——因其在NSO的工作而遭到卧底特工的追查。这三名律师参与了针对NSO集团涉嫌将NSO间谍软件出售给人权记录不佳的政府的诉讼，而这名记者一直在报道上述诉讼。卧底特工再次试图诱使这些人发表种族主义或反以色列的言论。其中两人被卧底特工秘密recording了。以色列电视频道12频道在美联社发布这些revelations之前不久获得了卧底特工秘密recording的内容，并进行了播放。12频道声称，这两人试图代表卡塔尔抹黑NSO集团。12频道还证实，Black Cube的卧底调查员参与了此事。

### WhatsApp诉讼
2019年5月，消息服务WhatsApp声称，一个针对其通话功能的间谍软件注入漏洞是由NSO开发的。即使受害者没有接听电话，也会暴露在间谍软件有效负载中。 WhatsApp告诉《金融时报》，“此次攻击具有所有私人公司的特征，这些公司与政府合作提供据报道可以接管手机操作系统功能的间谍软件。” NSO否认参与选择或targeting受害者，但没有明确否认创建了该漏洞。作为对alleged网络攻击的回应，WhatsApp于10月29日在旧金山的一家法院根据《计算机欺诈和滥用法》和其他美国法律起诉了NSO。 WhatsApp表示，该漏洞targeting了20个国家的1400名用户，其中包括“至少100名人权捍卫者、记者和民间社会其他成员”。 WhatsApp向1400名被targeting的用户发出了警报。至少在一个案例中，此次监控获得了法官的授权。
根据WhatsApp及其母公司Facebook向法院提交的文件，NSO的员工曾向WhatsApp抱怨安全性的提高：
大约在2019年5月13日，Facebook公开宣布，它已经调查并发现了一个涉及WhatsApp服务的漏洞（CVE-2019-3568）。WhatsApp和Facebook修复了该漏洞，联系了执法部门，并建议用户更新WhatsApp应用程序。被告随后抱怨WhatsApp修复了该漏洞。具体来说，NSO员工1表示，“你们刚刚关闭了我们最大的手机远程控制……全世界都在报道这件事。”
2020年4月，NSO集团将其1400名WhatsApp用户（包括记者和人权活动人士）遭黑客攻击的责任归咎于其政府客户。然而，该公司没有透露这些客户的姓名，据公民实验室称，这些客户包括沙特阿拉伯、阿联酋、巴林、哈萨克斯坦、摩洛哥和墨西哥的当局。 WhatsApp在法庭文件中称，其调查显示，黑客攻击源自NSO集团的服务器，而不是其客户的服务器。WhatsApp表示：“NSO使用了一个计算机网络来监控和更新Pegasus，因为它被植入了用户的设备。这些由NSO控制的计算机充当神经中枢，NSO通过该中枢控制其客户对Pegasus的操作和使用。”WhatsApp表示，NSO通过对WhatsApp应用程序进行逆向工程以绕过安全功能，获得了对WhatsApp服务器的“未经授权的访问”。NSO回应称：“NSO集团没有为其客户运营Pegasus软件”。

### 苹果诉讼
2021年11月，苹果公司在美国加州北区地方法院就用于部署Pegasus间谍软件包的FORCEDENTRY漏洞利用程序对NSO集团及其母公司Q Cyber Technologies提起了诉讼，要求获得禁令救济、补偿性损害赔偿、惩罚性损害赔偿和利润返还。在沙特活动家Loujain al-Hathloul的iPhone被黑客攻击后，加拿大公民实验室发现了这种“零点击”漏洞利用程序。Bill Marczak团队在实验室发现的技术信息使苹果公司能够向其数千名用户发出警告，其中包括美国驻乌干达大使馆的雇员。研究人员还发现，来自另一家以色列供应商QuaDream的间谍软件也利用了iPhone的同一个漏洞。